# 테지 사바니에
테지 테디 사바니에  (Téji Tedy Savanier, 1991년 12월 22일 ~ )는 프랑스의 축구 선수이며, 몽펠리에에서 공격형 미드필더로 뛰고 있다.